# Azteca andreae
Azteca andreae este o specie de furnică arboreală găsită în tropicele din America de Sud, mai ales în Guyana Franceză. Ele sunt cele mai notabile pentru abilitățile și puterea lor de prădător. Sunt prădători de ambuscadă care sunt capabile să captureze și să mănânce alte insecte mult mai mari decât propria lor dimensiune.

## Caracteristici fizice
A. andreae au corpuri maro închis, strălucitoare, acoperite cu păr alb. Lucrătorii au o lungime mai mică de 3 mm, iar regina are o lungime puțin mai mare de 5 mm.